# Штула, Сармите
Сармите Штула (латыш. Sarmīte Štūla; 16 декабря 1946 — 10 мая 2010) — советская латвийская легкоатлетка, специалистка по бегу на короткие и средние дистанции. Выступала за сборную СССР по лёгкой атлетике в 1970-х годах, обладательница серебряной медали чемпионата Европы в помещении, победительница и призёрка первенств всесоюзного значения, бывшая рекордсменка мира в эстафете 4 × 400 метров. Представляла Ригу и Вооружённые силы.

## Биография
Сармите Штула родилась 16 декабря 1946 года. Занималась лёгкой атлетикой в Риге, выступала за Вооружённые силы.
В июне 1969 года на соревнованиях в Минске вместе с партнёршами по латвийской команде установила мировой рекорд в эстафете 4 × 400 метров — 3:43.2.
В 1970 году на чемпионате СССР в Минске выиграла бронзовую медаль в беге на 800 метров и серебряную медаль в эстафете 4 × 400 метров. Попав в состав советской сборной, выступила на Кубке Европы в Будапеште, где на 800-метровой дистанции финишировала шестой.
В 1972 году стала бронзовой призёркой в беге на 600 метров на зимнем чемпионате СССР в Москве.
На чемпионате СССР 1973 года в Москве получила серебро в беге на 800 метров и в эстафете 4 × 400 метров.
В 1974 году на зимнем чемпионате СССР в Москве добавила в послужной список ещё одну награду серебряную награду, выигранную в 800-метровой дисциплине.
В 1975 году в беге на 800 метров одержала победу на зимнем чемпионате СССР в Ленинграде, была второй на чемпионате Европы в помещении в Катовице. На летнем чемпионате страны, проходившем в рамках VI летней Спартакиады народов СССР в Москве, получила серебро в дисциплине 800 метров и с командой Латвийской ССР выиграла эстафету 4 × 400 метров (этой победе латвийских спортсменок посвящён документальный фильм Vienība режиссёра Ансиса Эпнерса).
Умерла 10 мая 2010 года. Похоронена на Лесном кладбище в Риге.